# دو درخت والینور
در رشته‌افسانه‌های تالکین، دو درخت والینور به نام‌های تلپریون و لورلین، دو درخت نقره ای و طلایی بودند که در گذشته‌های دور، به سرزمین والار، نور می‌رساندند. در داستان‌های تالکین، والینور یا سرزمین‌های همواره زنده، پردیسی بود که موجودات فرشته مانند و آسمانی در آن می‌زیستند. دو درخت در این سرزمین‌های آسمانی از موقعیت والایی برخوردار بودند و شبنم آنها نوری جادویی و پالوده اما به صورت مایع بود. دو درخت به خواست مورگوت و آنگولیانت (عنکبوت) نابود شدند اما آخرین گل و میوهٔ آنها توسط والار به نور ماه و خورشید تبدیل شد.
تالکین در توصیف این درخت‌ها گفته‌است که آنها میوه‌هایی شبیه به گیلاس و برگ‌هایی شبیه به راش داشته‌اند.